# Pselaphochernes balearicus
Espèce
Pselaphochernes balearicus est une espèce de pseudoscorpions de la famille des Chernetidae.

## Distribution
Cette espèce est endémique de Majorque dans les îles Baléares en Espagne.

## Étymologie
Son nom d'espèce lui a été donné en référence au lieu de sa découverte, l'îles Baléares.

## Publication originale
- Beier, 1961 : Nochmals über iberische und marokkanische Pseudoscorpione. Eos, vol. 37, p. 21-39.